# Clément Turpin
Clément Turpin (francouzská výslovnost: [klemɑ̃ tyʁpɛ̃]; * 16. května 1982 Oullins) je francouzský fotbalový rozhodčí. Od roku 2010 je rozhodčím na seznamu FIFA a od roku 2012 rozhodčím elitní skupiny rozhodčích UEFA.

## Kariéra
Kariéru začal v nižších francouzských soutěžích a v roce 2008 se propracoval až do nejvyšší francouzské soutěže Ligue 1. O dva roky se stal rozhodčím FIFA.
Dne 26. května 2021 pískal finále Evropské ligy UEFA 2021 mezi Villarrealem a Manchesterem United (1:1, 11:10 po pen.).
O rok později Tirpin odpískal finále Ligy mistrů UEFA 2021/22 mezi Liverpoolem a Realem Madrid (0:1).
V květnu 2022 se objevil na 36členném seznamu rozhodčích, kteří budou řídit zápasy na Mistrovství v témže roce. Pro Turpina by to tak měl být po Mistrovství světa 2018 v Rusku jeho druhý mundial.
V dubnu 2024 byl vybrán jako rozhodčí na UEFA Euro 2024.

## Soudcovaná utkaní na MS 2022
| Fáze               | Datum              | Tým 1   | Skóre | Tým 2       |         |   |
| ------------------ | ------------------ | ------- | ----- | ----------- | ------- | - |
| Základní skupina H | 24. listopadu 2022 | Uruguay | 0 : 0 | Jižní Korea | 3 (1+2) | 0 |